# Hällebäck, Tjörns kommun
Hällebäck är en bebyggelse nordost om Skärhamn i Stenkyrka socken i Tjörns kommun. Mellan 2015 och 2020 avgränsade SCB här en småort.